# 永田雅一 (海洋ジャーナリスト)
永田 雅一（ながた まさかず、1954年（昭和29年） -  ）は日本の海洋動物学者・海洋ジャーナリスト。東京水産大学（現・東京海洋大学）卒業。様々な海洋調査・研究に参加し、海洋ドキュメンタリー番組の企画やリポート活動、海洋専門誌への執筆活動などを行う。

## 来歴
- 静岡県富士宮市生まれ
- 番組制作会社を経て1986年（昭和61年）にキャプテン・マック海洋研究所を設立
- 1999年（平成11年）、パラオに研究所を設立。
- 浅井企画所属

## 主な著書
- 「海に潜る―地球環境のいま」（1998年、筑摩書房）

## 主な出演番組
- 大海球紀行（BS日テレ）
- 大海球紀行Ⅱ（BS日テレ）
- 世界一受けたい授業（日本テレビ）
- 牛山純一20世紀の映像遺産（BS朝日） - 海洋関係のドキュメンタリーにおける解説。